# اچ‌دی ۱۰۸۱۴۷
اچ‌دی ۱۰۸۱۴۷ یک ستاره است که در صورت فلکی چلیپا قرار دارد.